# Wilhelm Voigt

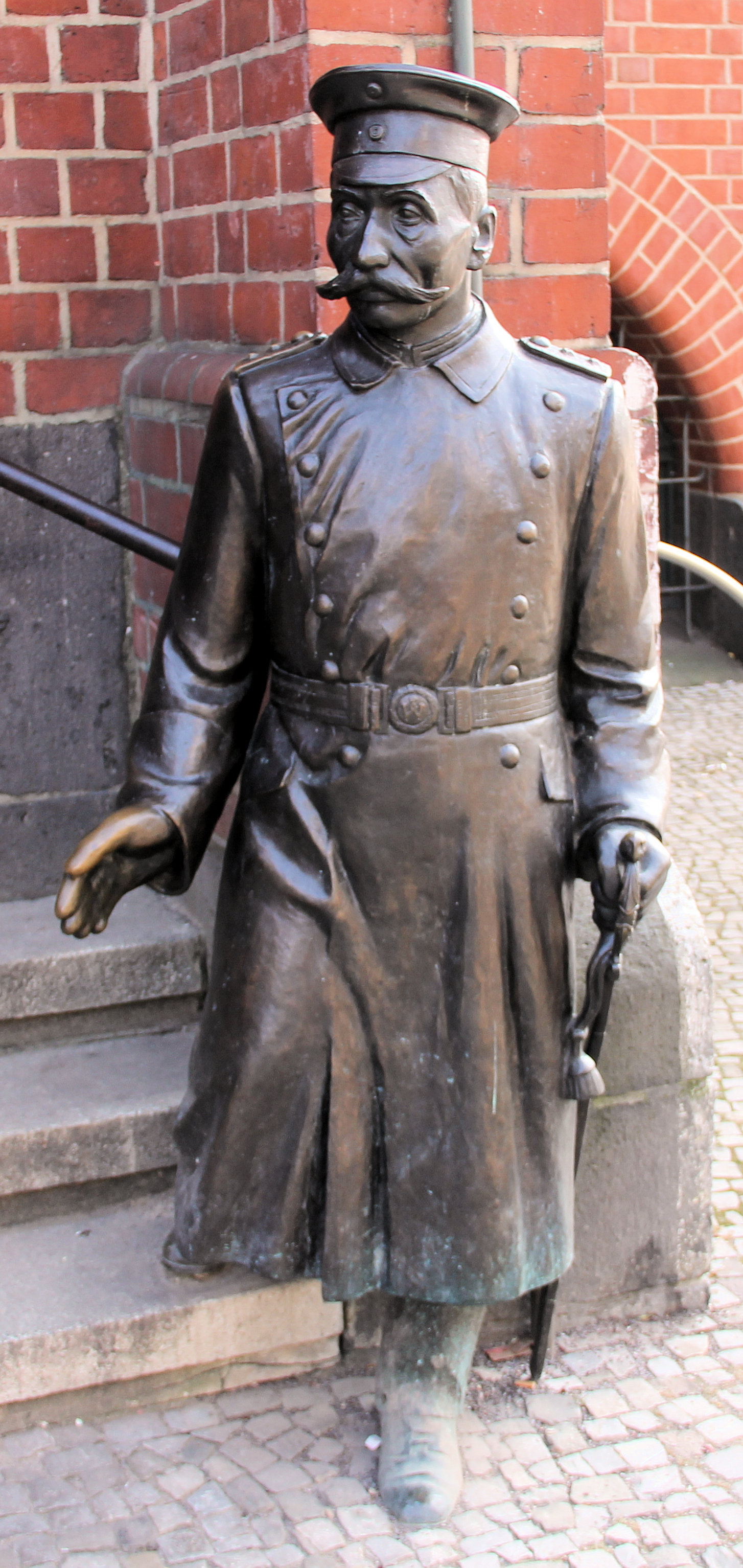
Wilhelm Voigt vestit de capità. Escultura de bronze a l'ajuntament de Köpenick

Friedrich Wilhelm Voigt (Tilsit, 13 de febrer de 1849 - Luxemburg, 3 de gener de 1922) va ser un sabater de Prússia Oriental, famós impostor conegut sota el nom d'Hauptmann von Köpenick (Capità de Köpenick). El 1906, va envair la ciutat de Cöpenick  disfressat de capità d'exèrcit i al comandament d'una tropa de soldats que havien cregut en ell. Va ocupar l'ajuntament de la ciutat (el mateix edifici que avui llueix la seva estàtua a l'entrada), va prendre presoner a l'alcalde i es va apoderar dels fons de l'erari de la ciutat. El fet va ser molt comentat i difós pels mitjans de l'època, però a més es va fer especialment conegut, vint anys més tard, per la reeixida obra dramàtica de Carl Zuckmayer, El Capità de Köpenick, estrenada el 1931 al Deutsches Theater de Berlín. També hi ha més de deu adaptacions cinematogràfiques sobre aquest tema.

## Biografia
Wilhelm Voigt va néixer a Tilsit, en el si d'una família humil. En l'època del seu naixement, el seu pare, també sabater, seguia amb simpatia i il·lusió els esdeveniments revolucionaris que anaven a posar fi al règim feudal i reunir en un de sol als 38 petits estats alemanys. Tot i la manca de recursos, Wilhelm va assistir a l'escola bàsica: a Tilsit ja regia des de 1717 l'ensenyament escolar obligatori. Va cursar els primers tres anys bàsics i després alguns graus de la Realschule. Sense arribar a concloure-la, es va fer aprenent del seu propi pare, formant-se també en l'ofici de sabater.
La seva infància i joventut van transcórrer en la més absoluta pobresa. Quan es decideix a sortir per provar sort a d'altres llocs i aprendre d'altres mestres, tampoc aconsegueix sortir a la superfície. La primera vegada que l'arresten és a causa de pidolar pels carrers per calmar la fam. Aconsegueix finalment una feina mal pagada a Berlín, però cau en la temptació de fer una trampa per millorar una mica les seves finances: falsifica el pagaré d'un gir postal que nominalment era per 1 tàler, agregant-li un 2 a l'esquerra i transformant-lo així en 21. El descobreixen i com ja havia estat detingut anteriorment per mendicitat, el jutge el qualifica com reincident en la delinqüència i el condemna -malgrat la seva joventut, les seves circumstàncies i l'insignificant suma de dany causat per la seva enganyifa- a ni més ni menys que 12 anys de presidi per falsificació d'instrument públic.

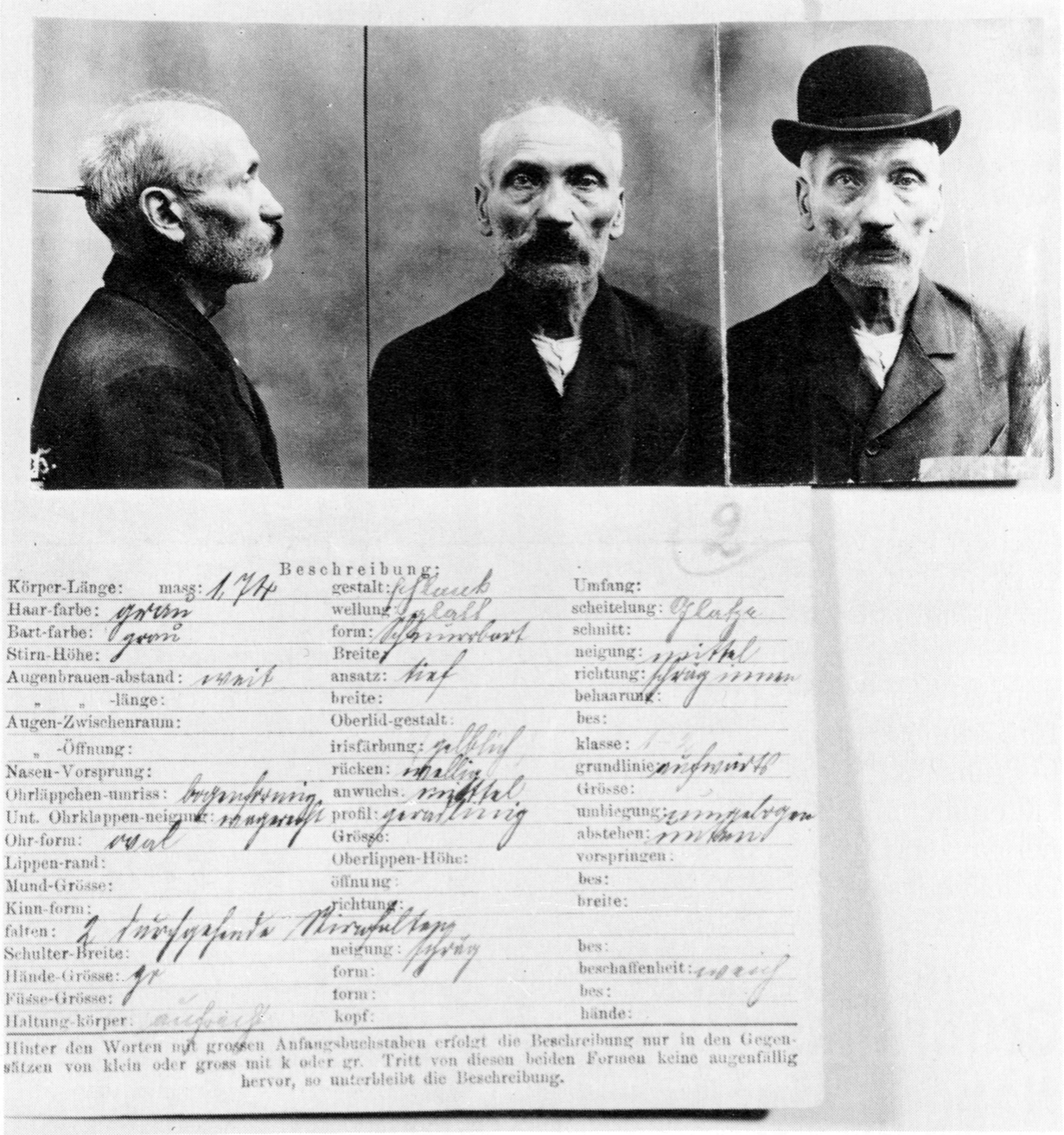
Fitxa penitenciària de 1906 amb fotos i descripció física del presoner

Les condicions de la presó van ser veritablement inhumanes, amb càstigs severs, mala alimentació, llarguíssimes jornades de treball forçat, prohibició de parlar entre els presoners i incomunicació amb l'exterior. Malgrat això, Voigt va mantenir una conducta pacient, va treballar amb dedicació i va ser relativament obedient. No obstant això, en quedar en llibertat després del compliment cabal de la seva condemna, immediatament és contactat per Kallemberg, un dels seus excompanys de presó, qui li va proposar un nou pla il·lícit. Voigt inicialment es va negar, ja que tenia la intenció de recomençar la seva vida en llibertat amb cartes netes, però finalment, aclaparat per la fam i la manca de perspectives de treball, va accedir davant la insistència de Kallemberg i es va dirigir amb ell a Wongrowitz, on van intentar un robatori a la caixa dels tribunals de justícia. Immediatament són descoberts pels gendarmes i Voigt confessa tot el pla, creient que la seva confessió seria un atenuant i que així rebria una pena menor, sobretot perquè no va arribar a provocar mal a ningú. No obstant això, novament el fet d'haver estat prèviament castigat per la justícia juga en contra seva i el 12 de febrer de 1891, un jutge de Gnesen el condemna a altres 15 anys de presidi.
El 12 de febrer de 1906 va acabar aquesta segona, i també desproporcionada, condemna. Ja bastant envellit i amb les dramàtiques experiències d'un quart de segle de presó sobre les seves espatlles, manté, però, l'esperança de redirigir la seva vida de manera digna. El sacerdot de la presó l'ajuda a aconseguir una feina com a sabater a Wismar, on rep un tracte humà i normal, sense que l'estigma de ser un expresoner jugui allà cap paper. Es manté en aquesta ocupació des del 23 de febrer fins al 21 de maig de 1906, data en què novament una mesura estatal s'imposa sobre ell. El que havia de ser originalment un control preventiu de la policia prussiana sobre els ex presidiaris per evitar que reincidiren, s'havia transformat de fet en una pràctica repressiva. El citen a la policia i després d'un interrogatori el qualifiquen com «persona perillosa per a la moralitat i la seguretat pública». Així catalogat, l'expulsen de Mecklenburg i, novament sense feina, ha de tornar a mudar-se. No obstant això, tampoc pot abandonar Prússia, ja que per travessar la frontera, requeriria tenir un passaport, document que es neguen a estendre. Entre maig i octubre va intentar radicar-se a prop de 30 ciutats, però en cap ho acceptaven. Finalment es va inscriure com a resident a Hamburg, però va romandre clandestinament a Berlín.

## L'assalt conegut comKöpenickiade

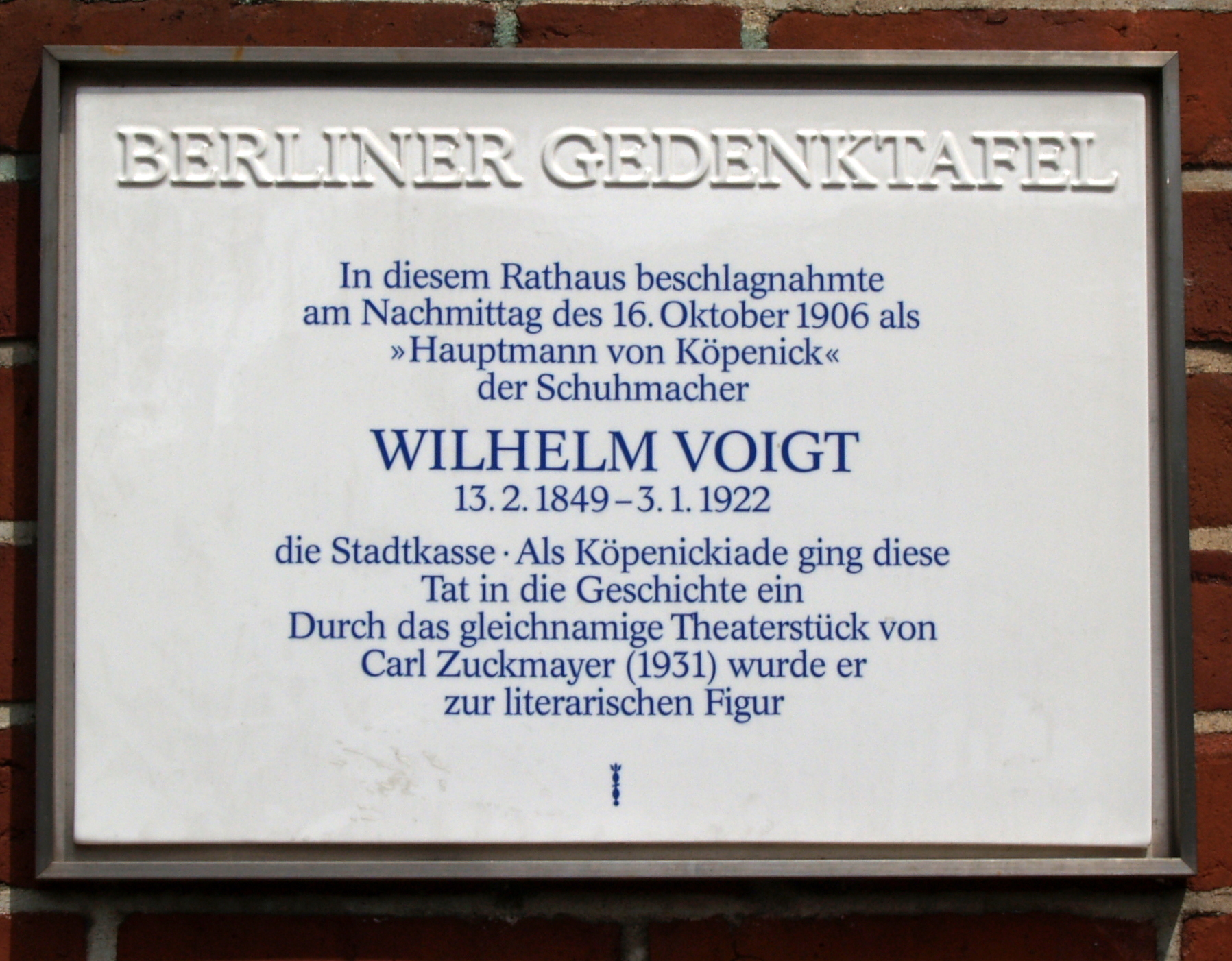
Placa commemorativa a l'ajuntament de Köpenick: «En aquest ajuntament, en la tarda de el 16 d'octubre de 1906, el sabater Wilhelm Voigt (13/2 / 1849-3 / 1/1922), com el Capità de Köpenick va decomissar la caixa de fons de la ciutat. Aquest fet va passar a la història com Köpenickiade. A través de l'obra de teatre del mateix nom de Karl Zuckmayer (1931), el capità va esdevenir una figura literària »

Al mes d'octubre de 1906, quan van passar els fets, Wilhelm Voigt vivia en condicions bastant miserables amb la seva germana i cunyat a Neukölln, prop de Berlín). Es trobava sense feina i un dia va tenir la idea de comprar un uniforme militar usat en un mercat de trastos vells i roba de segona mà. L'uniforme no era idèntic, però sí tenia gran similitud amb el d'un capità de l'exèrcit. Al carrer Voigt es va trobar amb una tropa de soldats que es dirigien a la seva caserna, una trobada fortuïta que reunia les condicions de l'oportunitat que estava buscant. Segons confessaria més tard: «Vaig comunicar a la tropa que no havien de marxar a les casernes, sinó que per ordres superiors se'ls destinaria a un altre servei sota el meu comandament». Els soldats, encara que no el coneixien, van obeir les ordres sense fer preguntes. Va conduir a aquests homes fins Köpenick i els va convidar a una cervesa, deixant-los a l'espera de noves ordres. A l'oficina de correus i telègrafs va prohibir absolutament les comunicacions amb Berlín, qüestió que les telefonistes també van obeir sense objeccions, simplement impressionades pel seu uniforme fals. A continuació, va ocupar amb la tropa al seu comandament l'edifici de l'ajuntament i, sota acusació de deslleialtat, va arrestar Georg Langerhans, alcalde de la ciutat de Cöpenick. Tot seguit, es va apoderar dels fons de la ciutat, que en aquest moment gairebé arribaven a una xifra de 4000 marcs, equivalents en valor adquisitiu actual a uns 20.000 euros. Amb els diners ja a les mans, va acabar la seva intervenció enviant a l'alcalde a Berlín, custodiat per la seva tropa i sota paraula d'honor de no intentar donar-se a la fuga. Els testimonis que després van declarar van veure a Voigt per última vegada bevent en un bar, i després va desaparèixer de Köpenick sense deixar rastres.

## Impacte i desenllaç
Quan l'alcalde va arribar a l'edifici de la Nova Guàrdia de Berlín, acompanyat de la seva esposa (qui havia aconseguit amb la seva insistència l'autorització de Voigt per a romandre al costat del seu marit) i custodiat per la tropa, la seva arribada va causar l'estranyesa de l'oficial de guàrdia, qui de seguida va preguntar telefònicament a la comandància. L'engany es va fer evident al no existir res semblant a una ordre d'arrest, ni ningú que conegués al capità, de manera que ràpidament es va arribar a la conclusió que havia de tractar-se d'un impostor.
Voigt, després de donar ordre als seus homes de tornar a Berlín, s'havia dirigit a l'estació de ferrocarril i des d'allí havia desaparegut sense que ningú sabés el destí que va triar. Immediatament es va establir una quantiosa recompensa per la captura de l'estafador.
Des del primer moment, la premsa, lluny de condemnar a l'assaltant, va lloar a l'Hauptmann von Köpenick, destacant la genialitat d'aquest fals oficial que va aconseguir burlar l'administració estatal en ple. I no només la premsa: Voigt també va gaudir ràpidament de la simpatia de l'opinió pública.
Després de retirar-se de Köpenick amb el seu botí, Voigt havia abandonat la seva disfressa a una caixa que va deixar tirada al camí. Un parell de dies després, la policia va trobar una part de l'uniforme fals en els voltants del que després va ser l'aeroport de Tempelhof, però ni rastre del capità.
Després diversos intents infructuosos de trobar a Voigt, la policia va aconseguir atrapar-lo seguint el testimoni del seu antic company de presó en Rawitcher. El delator, de cognom Kallenberg (amb qui havia planejat un robatori a Wongrowitz), havia escoltat Voigt parlar d'aquest pla i, temptat per la recompensa de 3000 marcs, va lliurar dades decisives a la policia que van permetre donar amb el seu parador. El 26 d'octubre va ser finalment arrestat. No obstant això, immediatament després, sorgeix l'exigència popular de la seva llibertat.
El II Tribunal Reial de Berlín, l'1 de desembre de 1906, el va condemnar a quatre anys de presó, però la pressió de l'opinió pública va ser tan poderosa que el Kaiser es va veure obligat a indultar abans d'haver complert la meitat de la pena, de tal manera que Voigt va recuperar la seva llibertat el 16 d'agost de 1908. Després del seu alliberament, l'Hauptmann von Köpenick és rebut a tot arreu com un heroi popular, símbol de la protesta antimonàrquica i de l'exigència republicana. En concorreguts actes públics, relata la seva història i ven postals a benefici dels pobres.

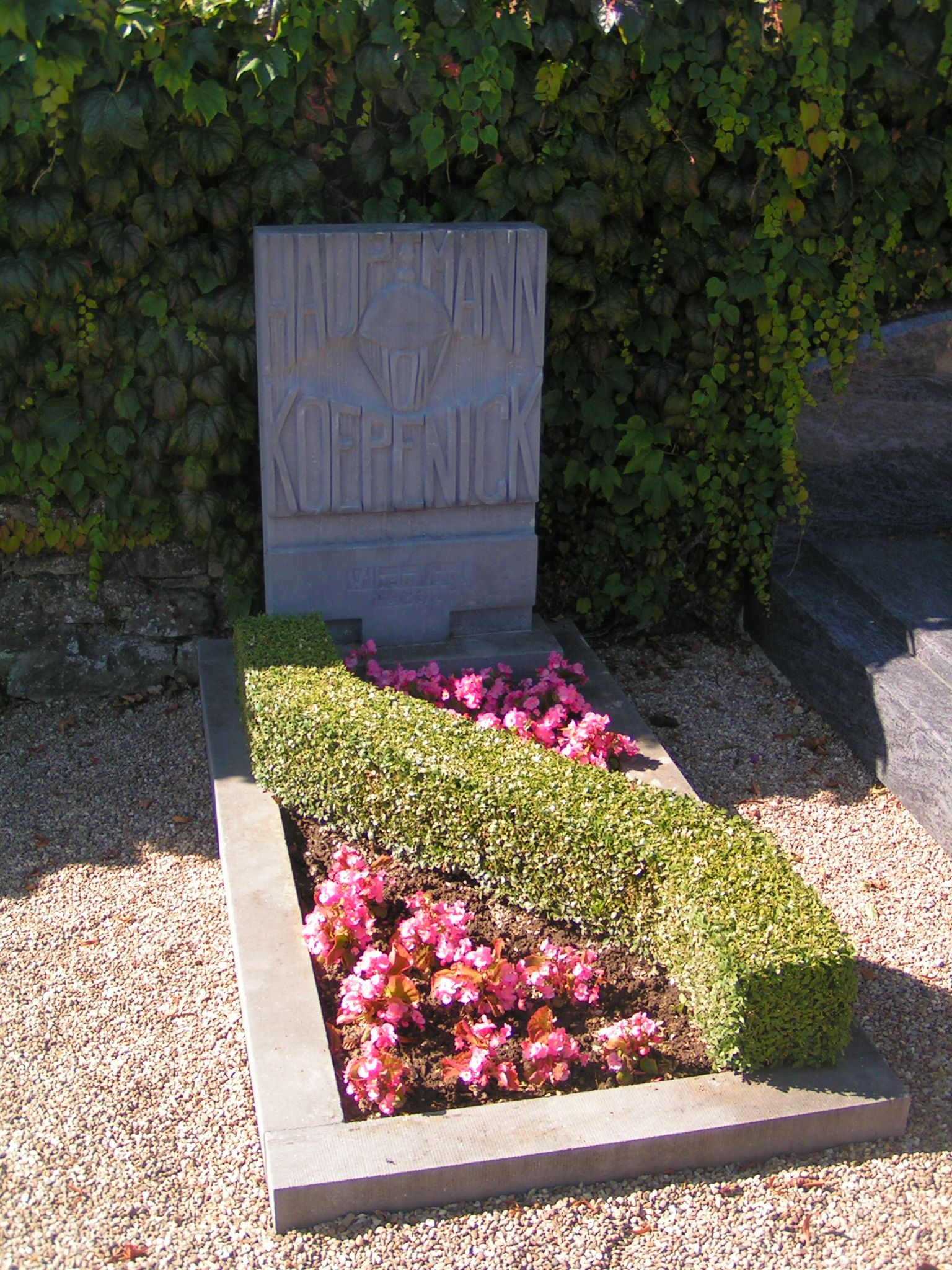
Tomba del Hauptmann von Köpenick a Luxemburg

La seva figura incomodava, òbviament, a les autoritats, que van intentar repetidament desfer-se'n. La policia va prohibir les presentacions públiques i novament es va utilitzar la llei de la vigilància policial d'expresidiaris per expulsar-lo de diferents llocs. No obstant això, a tot arreu on arribava, el poble el rebia amb manifestacions de goig. Així va passar a Leipzig, Kiel, Duisburg, Lindau i en alguns països estrangers, com Holanda i França.
L'any 1910 va rebre per fi un passaport luxemburguès i es va traslladar a viure allà fins a la seva mort. En els seus últims anys, allunyat ja de les presentacions en públic, va treballar novament com sabater o, de vegades, com a cambrer. Pocs mesos després de complir 73 anys, va morir a causa d'una malaltia pulmonar. La seva tomba es troba al Liebfrauenfriedhof de Luxemburg i es manté a càrrec de l'administració de la ciutat. Per iniciativa d'un grup de diputats del Parlament Europeu, porta ara una làpida amb la inscripció «Hauptmann von Köpenick».

## Cultura popular
A la cultura popular, les aventures de Voigt es van convertir en referencies literaries ja al 1911, quan Victor Hugo va definir el terme "to koepenick" com "substituir una autoritat per una imitació espúria que tindria el mateix que l'original en un moment donat" en el seu conte "Ministers of grace".
L'any 1931, l'autor alemany Carl Zuckmayer va escriure sobre el succeït en una obra anomenada El capità de Köpenick, posant el focus en com el seu entorn i vida havien ajuadt a Voigt a dur a terme el seu pla. L'adaptacio a l'anglès d'aquesta obra la va fer John Mortimer i es va estrenar al Royal National Theatre el 9 de març de 1971 amb Paul Scofield al paper principal.
Es van produir diverses pel·lícules sobre Wilhelm Voigt (la majoria basades en l'obra de Zuckmayer), entre elles Der Hauptmann von Köpenick (1931); El capità de Köpenick (1945), amb Albert Bassermann; Der Hauptmann von Köpenick (1956), amb Heinz Rühmann; una adaptació a la televisió nord-americana del 1956 amb Emmett Kelly, el pallasso del circ;  la pel·lícula de TV Der Hauptmann von Köpenick del 1960, amb Rudolf Platte ; i la pel·lícula de TV Der Hauptmann von Köpenick del 1997, protagonitzada per Harald Juhnke.